# 素砂区

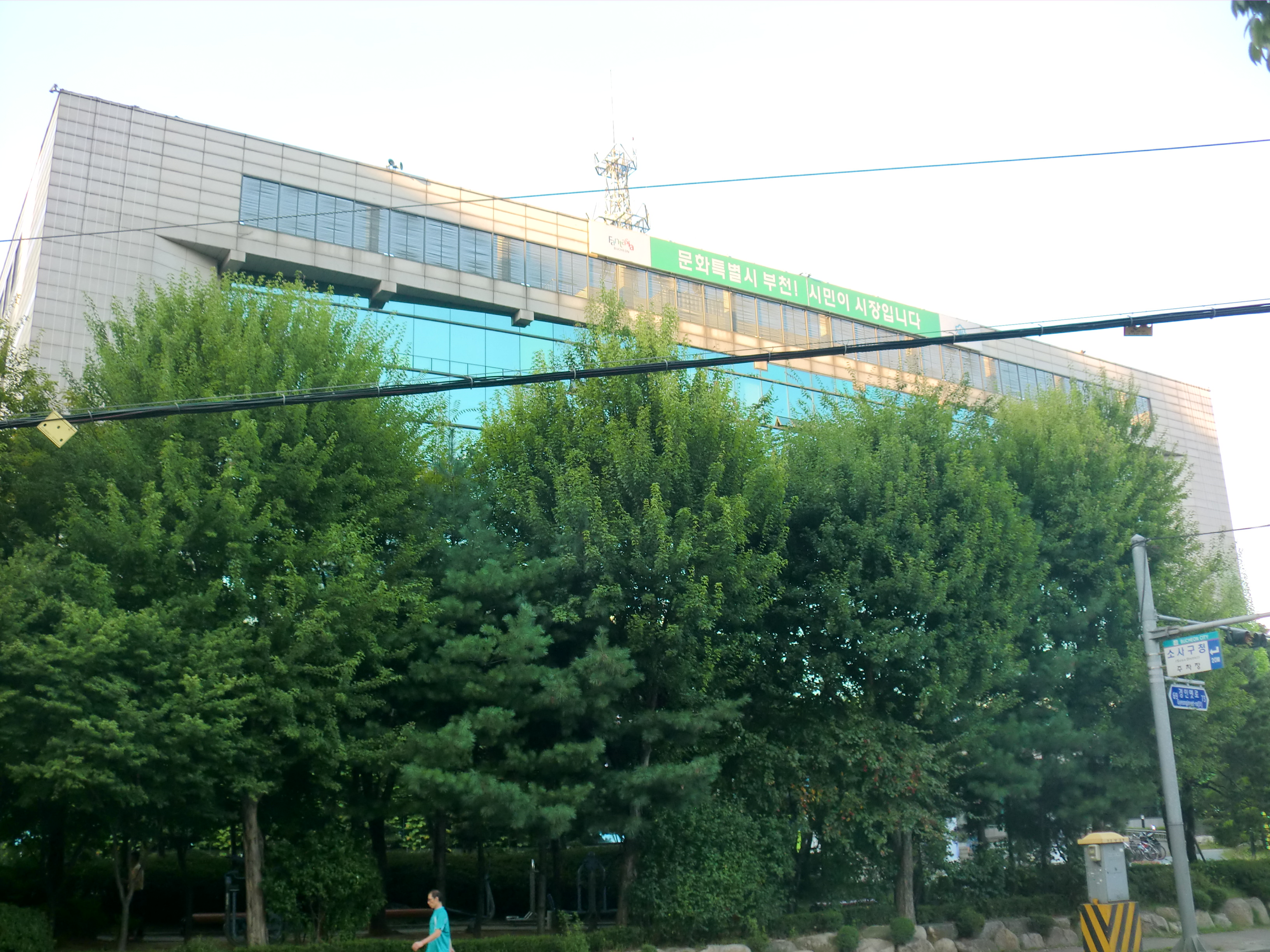
素砂区庁

素砂区（ソサく）は、大韓民国京畿道富川市南部に位置する区である。2016年7月4日に責任邑面洞制の施行に伴い廃止されたが、2024年1月1日に再設置される。

## 行政区画

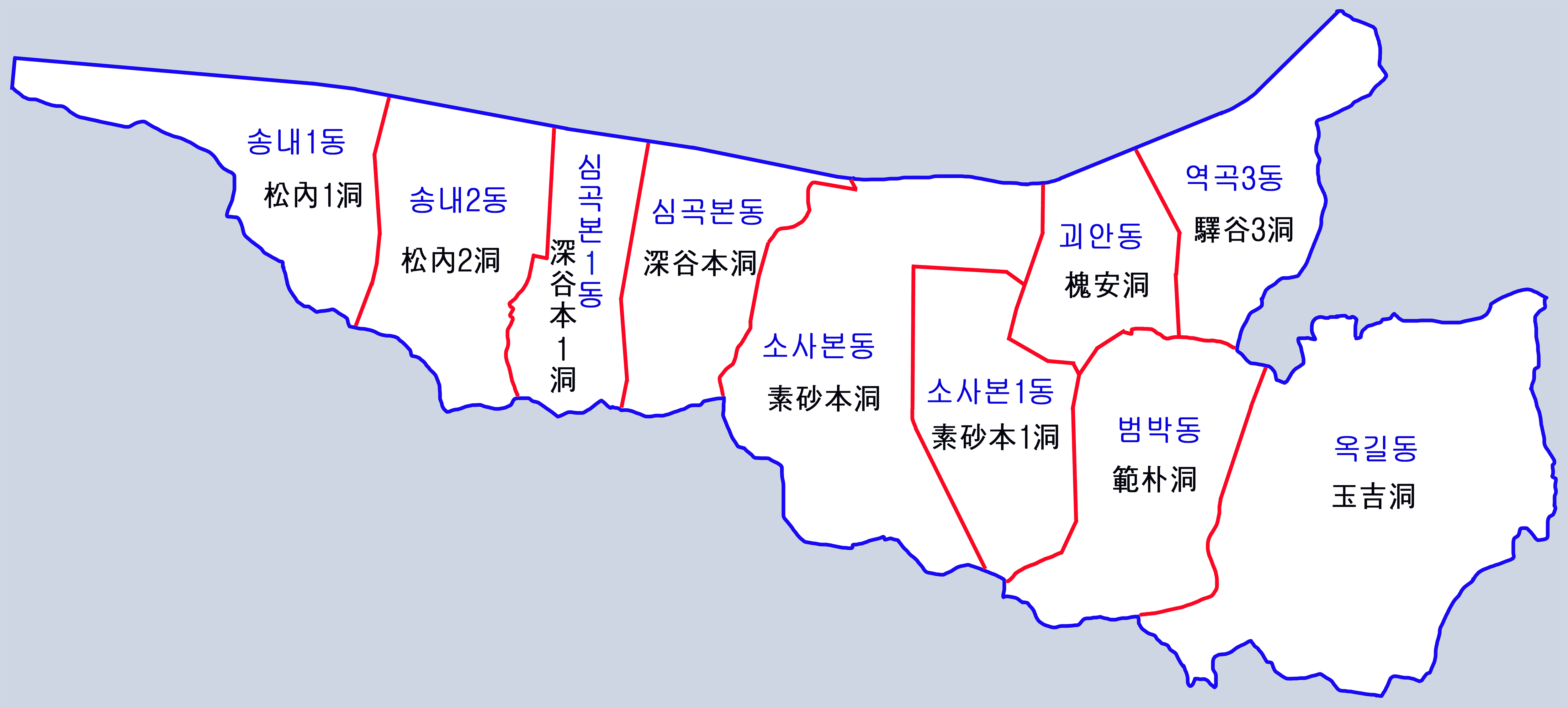
行政区域図

素砂区は11の洞に分かれる。
| 行政洞    | 法定洞                 |
| --------- | ---------------------- |
| 槐安洞    | 槐安洞                 |
| 駅谷3洞   | 槐安洞                 |
| 深谷本洞  | 深谷本洞               |
| 深谷本1洞 | 深谷本洞               |
| 素砂本洞  | 素砂本洞               |
| 素砂本1洞 | 素砂本洞               |
| 松内1洞   | 松内洞                 |
| 松内2洞   | 松内洞                 |
| 範朴洞    | 範朴洞、桂寿洞         |
| 玉吉洞    | 玉吉洞、桂寿洞、範朴洞 |

## 交通機関

### 鉄道
- 京仁線・首都圏電鉄1号線
  - 駅谷駅※ - 素砂駅 - 富川駅 - 中洞駅 - 松内駅
- 西海線
  - 素砂駅 - ソセウル駅
- ※ 駅谷駅の所在地は遠美区であるが、素砂区との境界上にある。